# Europarlamentari della Svezia della IX legislatura
Gli europarlamentari della Svezia della IX legislatura, eletti in occasione delle elezioni europee del 2019, sono stati i seguenti.

## Composizione storica
| Europarlamentare  | Lista                                              | Gruppo    |
| ----------------- | -------------------------------------------------- | --------- |
| Abir Al-Sahlani   | Partito di Centro                                  | RE        |
| Erik Bergkvist    | Partito Socialdemocratico dei Lavoratori di Svezia | S&D       |
| Malin Björk       | Partito della Sinistra                             | GUE/NGL   |
| Johan Danielsson  | Partito Socialdemocratico dei Lavoratori di Svezia | S&D       |
| Fredrick Federley | Partito di Centro                                  | RE        |
| Heléne Fritzon    | Partito Socialdemocratico dei Lavoratori di Svezia | S&D       |
| Jytte Guteland    | Partito Socialdemocratico dei Lavoratori di Svezia | S&D       |
| Pär Holmgren      | Partito Ambientalista i Verdi                      | Verdi/ALE |
| Evin Incir        | Partito Socialdemocratico dei Lavoratori di Svezia | S&D       |
| Karin Karlsbro    | Liberali                                           | RE        |
| Arba Kokalari     | Partito Moderato                                   | PPE       |
| Alice Kuhnke      | Partito Ambientalista i Verdi                      | Verdi/ALE |
| David Lega        | Democratici Cristiani                              | PPE       |
| Peter Lundgren    | Democratici Svedesi                                | ECR       |
| Jessica Polfjärd  | Partito Moderato                                   | PPE       |
| Sara Skyttedal    | Democratici Cristiani                              | PPE       |
| Jessica Stegrud   | Democratici Svedesi                                | ECR       |
| Tomas Tobé        | Partito Moderato                                   | PPE       |
| Jörgen Warborn    | Partito Moderato                                   | PPE       |
| Charlie Weimers   | Democratici Svedesi                                | ECR       |

## Modifiche intervenute

### Europarlamentari eletti per effetto dell'attribuzione di seggi ulteriori
- In data 01.02.2020 è proclamato eletto Jakop Dalunde (Partito Ambientalista i Verdi, gruppo Verdi/ALE).